# جميل محمد
جميل محمد (بالإنجليزية: Jamil Mohamed)‏ ولد عام 1966، هو مبارز سيف شيش سعودي، شارك في الألعاب الأولمبية الصيفية 1984.